# Jiří Baštář
Jiří Baštář es un deportista checoslovaco que compitió en tiro con arco, en la modalidad de arco recurvo. Ganó dos medallas en el Campeonato Mundial de Tiro con Arco al Aire Libre, oro en 1949 y bronce en 1950.

## Palmarés internacional
| Campeonato Mundial al Aire Libre | Campeonato Mundial al Aire Libre | Campeonato Mundial al Aire Libre | Campeonato Mundial al Aire Libre |
| Año                              | Lugar                            | Medalla                          | Prueba                           |
| -------------------------------- | -------------------------------- | -------------------------------- | -------------------------------- |
| 1949                             | París (Francia)                  | Medalla de oro                   | Equipo                           |
| 1950                             | Copenhague (Dinamarca)           | Medalla de bronce                | Equipo                           |